# Distrikt José María Quimper
Der Distrikt José María Quimper liegt in der Provinz Camaná in der Region Arequipa im Südwesten von Peru. Gegründet wurde der Distrikt am 3. November 1944. Benannt wurde der Distrikt nach José María Quimper, einem lokalen Politiker aus dem 19. Jahrhundert.
Der Distrikt José María Quimper hat eine Fläche von 16 km². Beim Zensus 2017 wurden 4641 Einwohner gezählt. Im Jahr 1993 lag die Einwohnerzahl bei 3296, im Jahr 2007 bei 3916. Sitz der Distriktverwaltung ist die 22 m hoch gelegene Ortschaft El Cardo mit 666 Einwohnern (Stand 2017). El Cardo liegt 2,5 km nordwestlich der Provinzhauptstadt Camaná. Die Nationalstraße 1S (Panamericana) durchquert den Distrikt.

## Geographische Lage
Der Distrikt José María Quimper liegt beiderseits des Río Camaná im zentralen Teil der Provinz Camaná. Der Distrikt reicht bis zu 2,6 km an die Pazifikküste heran. Der Distrikt erstreckt sich über den westlichen Teil des Flusstals des Río Camaná, wo bewässerte Landwirtschaft betrieben wird, und reicht im Westen bis zu den angrenzenden Hügeln, die Höhen von 600 m erreichen.
Der Distrikt José María Quimper grenzt im Süden und im Westen an den Distrikt Mariscal Cáceres, im Norden an den Distrikt Nicolás de Piérola, im Osten an den Distrikt Samuel Pastor sowie im Südosten an den Distrikt Camaná.

## Ortschaften
Neben dem Hauptort El Cardo gibt es noch folgende Ortschaften im Distrikt:
- Huacapuy (2532 Einwohner)
- Puente Fierro (1434 Einwohner)